# 辻堂魁
辻堂 魁（つじどう かい、1948年 - ）は、日本の時代小説作家。

## 来歴
高知県生まれ。早稲田大学文学部卒業後、出版社に勤務。その後退社して本格的に執筆業に入る。
『風の市兵衛』シリーズで第5回（2016年）歴史時代作家クラブ賞のシリーズ賞を受賞。

## 作品
『夜叉萬同心』シリーズ
- 夜叉萬同心 冬蜉蝣（2008年3月、ベスト時代文庫）
  - 夜叉萬同心 冬かげろう（2013年5月、学研M文庫）
  - 夜叉萬同心 冬かげろう（2017年3月、光文社文庫）

- 冥途の別れ橋 夜叉萬同心（2008年8月、ベスト時代文庫）
  - 夜叉萬同心 冥途の別れ橋（2013年7月、学研M文庫）
  - 夜叉萬同心 冥途の別れ橋（2017年4月、光文社文庫）

- 親子坂 夜叉萬同心（2009年3月、ベスト時代文庫）
  - 夜叉萬同心 親子坂（2013年8月、学研M文庫）
  - 夜叉萬同心 親子坂（2017年5月、光文社文庫）

- 夜叉萬同心 藍より出でて（2014年6月、学研M文庫）
  - 夜叉萬同心 藍より出でて（2017年6月、光文社文庫）

- 夜叉萬同心 もどり途（2017年7月、光文社文庫）
- 夜叉萬同心 本所の女（2019年4月、光文社文庫）
- 夜叉萬同心 風雪挽歌（2020年4月、光文社文庫）
- 夜叉萬同心 お蝶と吉次（2021年2月、光文社文庫）

『吟味方与力人情控』シリーズ
- 吟味方与力人情控 花の嵐（2008年12月、学研M文庫）
  - 花の嵐 吟味方与力人情控（2015年6月、コスミック時代文庫）

- 吟味方与力人情控 おくれ髪（2009年5月、学研M文庫）
  - おくれ髪 吟味方与力人情控（2016年2月、コスミック時代文庫）

『日暮し同心始末帖』シリーズ
- 日暮し同心始末帖 はぐれ烏（2010年1月、学研M文庫）
  - はぐれ烏 日暮し同心始末帖（2016年4月、祥伝社文庫）

- 日暮し同心始末帖 花ふぶき（2010年6月、学研M文庫）
  - 花ふぶき 日暮し同心始末帖（2016年6月、祥伝社文庫）

- 日暮し同心始末帖 冬の風鈴（2010年11月、学研M文庫）
  - 冬の風鈴 日暮し同心始末帖（2016年7月、祥伝社文庫）

- 日暮し同心始末帖 天地の螢（2011年7月、学研M文庫）
  - 天地の螢 日暮し同心始末帖（2016年11月、祥伝社文庫）

- 日暮し同心始末帖 逃れ道（2012年6月、学研M文庫）
  - 逃れ道 日暮し同心始末帖（2017年2月、祥伝社文庫）

- 日暮し同心始末帖 縁切り坂（2013年6月、学研M文庫）
  - 縁切り坂 日暮し同心始末帖（2017年7月、祥伝社文庫）

- 日暮し同心始末帖 父子の峠（2015年2月、学研M文庫）
  - 父子の峠 日暮し同心始末帖（2017年11月、祥伝社文庫）

『風の市兵衛』シリーズ
- 風の市兵衛（2010年3月、祥伝社文庫）
- 雷神 風の市兵衛（2010年7月、祥伝社文庫）
- 帰り船 風の市兵衛（2010年10月、祥伝社文庫）
- 月夜行 風の市兵衛（2011年2月、祥伝社文庫）
- 天空の鷹 風の市兵衛（2011年10月、祥伝社文庫）
- 風立ちぬ 風の市兵衛 上（2012年5月、祥伝社文庫）
- 風立ちぬ 風の市兵衛 下（2012年5月、祥伝社文庫）
- 五分の魂 風の市兵衛（2012年10月、祥伝社文庫）
- 風塵 風の市兵衛 上（2013年5月、祥伝社文庫）
- 風塵 風の市兵衛 下（2013年5月、祥伝社文庫）
- 春雷抄 風の市兵衛（2013年10月、祥伝社文庫）
- 乱雲の城 風の市兵衛（2014年3月、祥伝社文庫）
- 遠雷 風の市兵衛（2014年7月、祥伝社文庫）
- 科野秘帖 風の市兵衛（2014年12月、祥伝社文庫）
- 夕影 風の市兵衛（2015年6月、祥伝社文庫）
- 秋しぐれ 風の市兵衛（2015年10月、祥伝社文庫）
- うつけ者の値打ち 風の市兵衛（2016年4月、祥伝社文庫）
- 待つ春や 風の市兵衛（2016年10月、祥伝社文庫）
- 遠き潮騒 風の市兵衛（2017年8月、祥伝社文庫）
- 架け橋 風の市兵衛（2017年8月、祥伝社文庫）

『風の市兵衛 弐』シリーズ
- 曉天の志 風の市兵衛 弐（2018年2月、祥伝社文庫）
- 修羅の契り 風の市兵衛 弐（2018年5月、祥伝社文庫）
- 銀花 風の市兵衛 弐（2018年8月、祥伝社文庫）
- 縁の川 風の市兵衛 弐（2019年2月、祥伝社文庫）
- 天満橋にて 風の市兵衛 弐（2019年8月、祥伝社文庫）
- 希みの文 風の市兵衛 弐（2019年12月、祥伝社文庫）
- 残照の剣 風の市兵衛 弐 （2020年8月、祥伝社文庫）
- 乱れ雲 風の市兵衛 弐 （2021年1月、祥伝社文庫）
- 寒月に立つ 風の市兵衛 弐 （2021年7月、祥伝社文庫）
- 斬雪 風の市兵衛 弐 （2021年10月、祥伝社文庫）

『花川戸町自身番日記』シリーズ
- 神の子 花川戸町自身番日記1（2011年4月、二見時代小説文庫）
  - 神の子 花川戸町自身番日記（2020年9月、祥伝社文庫）

- 女房を娶らば 花川戸町自身番日記2（2012年9月、二見時代小説文庫）
  - 女房を娶らば 花川戸町自身番日記（2020年11月、祥伝社文庫）

『疾風の義賊』シリーズ
- 双星の剣 疾風の義賊（2011年7月、徳間文庫）
- 叛き者 疾風の義賊 二（2012年6月、徳間文庫）
- 乱雨の如く 疾風の義賊 三（2013年3月、徳間文庫）

『読売屋 天一郎』シリーズ
- 読売屋 天一郎（2011年12月、光文社文庫）
- 冬のやんま 読売屋 天一郎（二）（2012年12月、光文社文庫）
- 倅の了見 読売屋 天一郎（三）（2013年12月、光文社文庫）
- 向島奇譚 読売屋 天一郎（四）（2014年9月、光文社文庫）
- 笑う鬼 読売屋 天一郎（五）（2015年8月、光文社文庫）
- 千金の街 読売屋 天一郎（六）（2016年8月、光文社文庫）

『仕舞屋侍』シリーズ
- 仕舞屋侍（2014年2月、徳間文庫）
- 狼 仕舞屋侍（2015年5月、徳間文庫）
- 青紬の女 仕舞屋侍（2016年6月、徳間文庫）
- 夏の雁 仕舞屋侍（2018年2月、徳間文庫）

『刃鉄の人』シリーズ
- 刃鉄の人（2016年3月、角川文庫）
- 不義 刃鉄の人（2016年12月、角川文庫）

『天神小五郎 人情剣』シリーズ
- 天神小五郎 人情剣（2017年6月、ハルキ文庫）

『介錯人別所龍玄始末』シリーズ
- 介錯人別所龍玄始末（2015年3月、宝島社文庫）
- 介錯人（2019年2月 光文社）
- 無縁坂（2023年3月 光文社文庫） ‐ 『介錯人別所龍玄始末』を改題の上再文庫化
- 川烏（2023年4月 光文社文庫）‐ 『介錯人』を改題の上文庫化
- 黙（2020年5月 光文社、2023年5月 光文社文庫）
- 乱菊（2023年6月 光文社）

単独作品
- 落暉に燃ゆる 大岡裁き再吟味（2021年8月、講談社文庫）

アンソロジー
- 大江戸「町」物語（2013年12月、宝島社文庫、「介錯人別所龍玄始末」を所収）
- 大江戸「町」物語 月（2014年6月、宝島社文庫、「介錯人別所龍玄始末 一期一会」を所収）
- 大江戸「町」物語 光（2014年10月、宝島社文庫、「悲悲……」を所収）
- 競作時代アンソロジー 楽土の虹（2016年4月、祥伝社文庫、「鬼しぶ事件帖」を所収）